# John Heymans
Pour les articles homonymes, voir Heymans.
John Heymans (né le 9 janvier 1998 à Vilvorde) est un bioingénieur et un athlète belge spécialiste de la course de fond et du cross-country. Il est détenteur du record de Belgique du 5 000 m en salle depuis janvier 2024.

## Biographie
John Heymans a grandi dans le village de Rossem dans le Brabant flamand. En 2022, Il a obtenu un diplôme de bioingénieur et en nanotechnologie à l'Université de Louvain (KULeuven).
Adolescent, il a joué au niveau belge au hockey sur gazon puis se réoriente vers le cross-country et la course sur piste en 2016. 
John Heymans remporte la finale du 3 000 mètres des Championnats de Belgique d'athlétisme en salle 2021 à Louvain-la-Neuve ; la même année, il est sacré champion de Belgique de cross long aux Championnats de Belgique de cross-country (en) à Bruxelles. En 2022, il décide de devenir athlète professionnel. Depuis 2024, il dispose d'un contrat à mi-temps avec l'ADEPS.
Il termine deuxième du 5 000 mètres des Championnats de Belgique d'athlétisme 2023.
Lors des Championnats d'Europe de cross-country 2023 à Bruxelles, il remporte la médaille d'or en cross par équipes et termine 6e en individuel.
En janvier 2024 à Boston, il bat le record de Belgique du 5 000 m en salle en courant en 13 min 3 s 46, ce qui lui permet de se qualifier pour les Jeux olympiques de Paris. En juin aux Championnats d'Europe de Rome, il termine 10e du 5 000 m en 13 min 25 s 99. 
Lors des Jeux olympiques 2024 à Paris, il termine 3e de sa série sur le 5 000 m en 14 min 8 s 33 et se qualifie pour la finale.
John Heymans est affilié au Royal Excelsior Sports Club Brussels. 

## Records personnels
Extérieur
| Épreuve | Temps          | Date           | Lieu      |
| ------- | -------------- | -------------- | --------- |
| 5 000 m | 13 min 14 s 16 | 5 juillet 2023 | Montgeron |

En salle
| Épreuve | Temps              | Date            | Lieu   |
| ------- | ------------------ | --------------- | ------ |
| 5 000 m | 13 min 3 s 46 (RB) | 26 janvier 2024 | Boston |